# شهر زیرزمینی نوش‌آباد
شهر زیرزمینی اویی یا شهر زیرزمینی نوش‌آباد، شهری زیرزمینی و باستانی واقع در زیر بافت کنونی شهر نوش‌آباد در سه کیلومتری آران و بیدگل است که در مجموعه‌های تاریخی آب‌انبار چاله‌سی بالاده و آب انبار مرکزی توی ده نوش‌آباد قرار دارد. این مجموعه، قدمتی ۱۵۰۰ ساله داشته و به دورۀ ساسانیان تا دورۀ صفوی مربوط می‌گردد.
این اثر در تاریخ ۸ مرداد ۱۳۸۵ با شمارهٔ ثبت ۱۵۸۱۶ به عنوان یکی از آثار ملی ایران به ثبت رسیده‌است.

## نام‌گذاری
شهر نوش‌آباد پایتخت انوشیروان، پادشاه ساسانی می‌باشد که در شمال شرق شهر آران و بیدگل قرار دارد. نام نوش‌آباد، برگرفته از نام «انوشیروان» است که به‌تدریج حرف «الف» آن حذف شد و نام نوش‌آباد گرفت. هم‌چنین، با توجه به ارتباط راه‌ها در این شهر زیرزمینی از طریق چاه‌ها، افراد برای صدا زدن یکدیگر از واژهٔ «اویی» استفاده می‌کردند. به دلیل کاربرد دلیل پرتکرار واژهٔ «اویی»، به این شهر نام «اویی» نهادند.

## ساختار فیزیکی
در واقع این شهر زیرزمینی ساختارهای متراکم، پیچیده و گسترده‌ای چون دالان‌های باریک تودرتو و اتاق‌هایی در اندازه‌های کوچک است. مجموعه اویی در زیر بافت قدیم شهر نوش‌آباد شکل گرفته و تا سطح کنونی شهر نیز گسترده شده‌است. وسعت این شهر، به دلیل ارتباط میان محله‌ها و حفاظت از جان و مال مردم در مواقع ناامنی، زیاد بوده و در دو سطح افقی و عمودی گسترش یافته است. این معماری در شهرنوش‌آباد با واژه «اویی» نامیده می‌شود.
درحال حاضر، این شهر زیرزمینی دارای دو ورودی است که هر دو ورودی از راه‌پله‌های آب‌انبار است. مجموعۀ اول، کوچک‌تر و حدود ۱۰۰۰ متر مربع و مجموعۀ دوم حدود ۴۰۰۰ متر مربع و آب‌انبار آن به همان نسبت بزرگتر و همانند چهار آب‌انبار به‌هم چسبیده و بزرگ است. مجموعۀ سوم نیز کشف شده‌است که حتی بزرگتر از دو مجموعۀ پیشین و حدود ۷۰۰۰ متر مربع است اما هنوز برای بازدید همگانی باز نشده‌است.
خاک زیرزمین این ناحیه بسیار سفت و محکم است و استحکام آن را پایدار می‌سازد. غیر از ورودی اصلی، ارتفاع تمام قسمت‌های اویی به قد طبیعی یک انسان و بین ۱۷۰ تا ۱۸۰ سانتی‌متر است. بر سطح دیوارها و در فواصل اندک، جای پیه‌سوز به چشم می‌خورد. در بعضی قسمت‌ها نیز درون دیوار، سکوهای کوتاهی جهت نشستن ایجاد شده‌است که در بعضی از اتاق‌ها تبدیل به تاقچه جهت قراردادن اشیا می‌شود. در ابتدای ورودی مجموعه یک و دو، اتاقی ویژه برای نیازهای رفع قضای حاجت (توالت) در زمان اسکان زیرزمینی تعبیه شده‌است.
کارشناسان باستان‌شناسی، سه طبقه را برای این شهر زیرزمینی برشمردند: طبقۀ یک ۴–۶ متر زیرزمین، طبقۀ دو، ۱۲–۱۶ متر و طبقۀ سه حدود ۱۸–۲۲ متر زیرزمین.
کشف این سازه‌ها در سال ۱۳۸۵ به صورت اتفاقی و توسط فردی که قصد حفر چاه در منزل خود داشت، صورت گرفت. برای ورود به این شهر زیرزمینی، به دلیل پیدا نشدن ورودی اصلی آن، از آب‌انبار که در کنار این شهر زیرزمینی بود، استفاده می‌شود. این آب‌انبارها در دوره صفویه ساخته شدند که با حدود ۵۰ پله به پایین آب انبار می‌رسیم و از پایین پله‌ها وارد مجموعه شهر زیرزمینی می‌شویم.

## راه‌ها
راه‌های ورودی به طبقات بعدی طوری حفاری شده که هر کس قصد ورود به فضاها را دارد، ناگزیر باید از پایین به بالا حرکت کند، همچنین کوتاه بودن سقف راهروها، قدرت دفاعی افراد مهاجم را به صفر می‌رساند. همچنین باریک بودن راهروها، مانع از امکان هجوم گروهی دشمن شده و به صورت تک‌تک با آنها مقابله می‌شد. این ساختار دفاعی به‌گونه‌ای است که تسلط کافی برای مقابله با دشمن را فراهم می‌کند. 

## نحوۀ تهویۀ هوای شهر
روش تهویه هوای شهر زیرزمینی نوش‌آباد از طریق کانال‌هایی بوده که در طبقه اول و به سطح زمین ایجاد شده‌است. چاه‌های مرتبط طبقه‌ها، علاوه بر عملکرد عبور و مرور، باعث جریان یافتن هوا در طبقات پایین می‌شده است. این عمل در مورد چاه‌های قنات نیز مصداق دارد. شکل این راهروهای چاهی، به شکل حرف ″ل″ فارسی است و همین موضوع، باعث ایجاد اختلاف فشار هوا و رسیدن هوای تازه و اکسیژن به طبقه‌های زیرزمین می‌شود.
دسترسی به این فضاها، به دلیل قرارگرفتن در زیر زمین از طریق یک چاه و کانال باریک و کوتاه میسر می‌گردد. موضوع تدافعی و پناه‌گاه بودن این نوع معماری که در دل زمین ایجاد شده، تأثیر فراوانی بر چگونگی ارائۀ پلان معماری آن گذاشته‌است؛ بنابراین در خصوص ورودی، دسترسی به این فضاها نمی‌بایست به آسانی انجام بپذیرد.
روشنایی این فضاها به وسیلهٔ پیه‌سوزهای سفالی بوده و روغن آن‌ها، احتمالاً از دو عصارخانه تاریخی موجود در نوش‌آباد تهیه می‌شده‌است. در مواقع ناامنی و پناه گرفتن در زیرزمین آب مصرفی اهالی از پایاب‌ها و قنات‌ها تأمین می‌شده‌است. افزون بر پایابها، مسیرهای اویی به گونه‌ای بوده که در بعضی از قسمت‌ها به قنات مرتبط می‌شده‌است.
تاریخ ایجاد و استفاده از این بناها، به دوران ساسانی و اوایل اسلام می‌رسد که در دوران‌های بعد یعنی سلجوقی تا صفویه و حتی قاجار مورد استفاده بوده‌است.

## ثبت ملی
این مجموعۀ ارزشمند در سال ۱۳۸۵ و به شماره ۱۵۸۱۶ در فهرست آثار ارزشمند ملی ایران ثبت شده‌است.

## نگارخانه

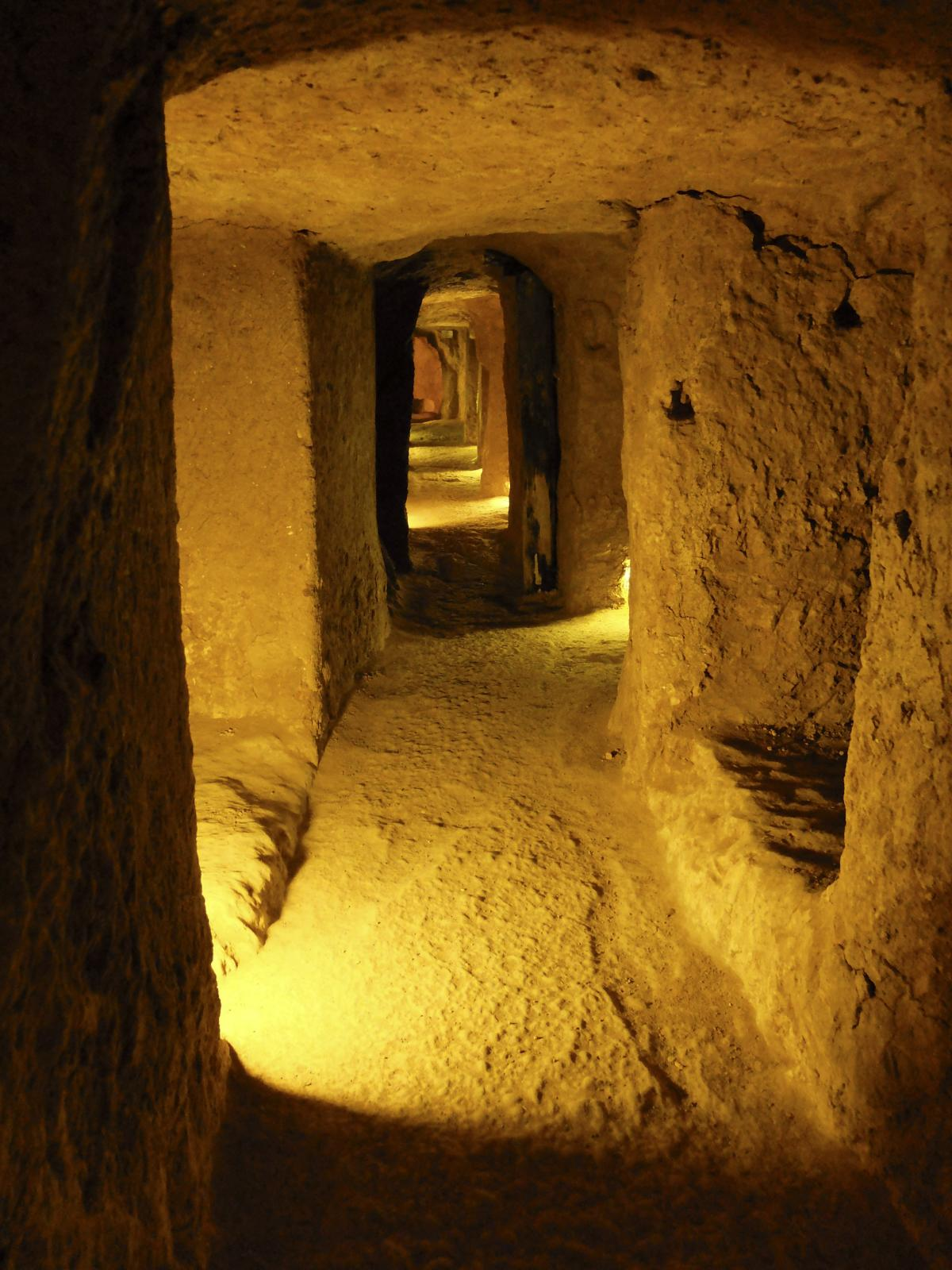
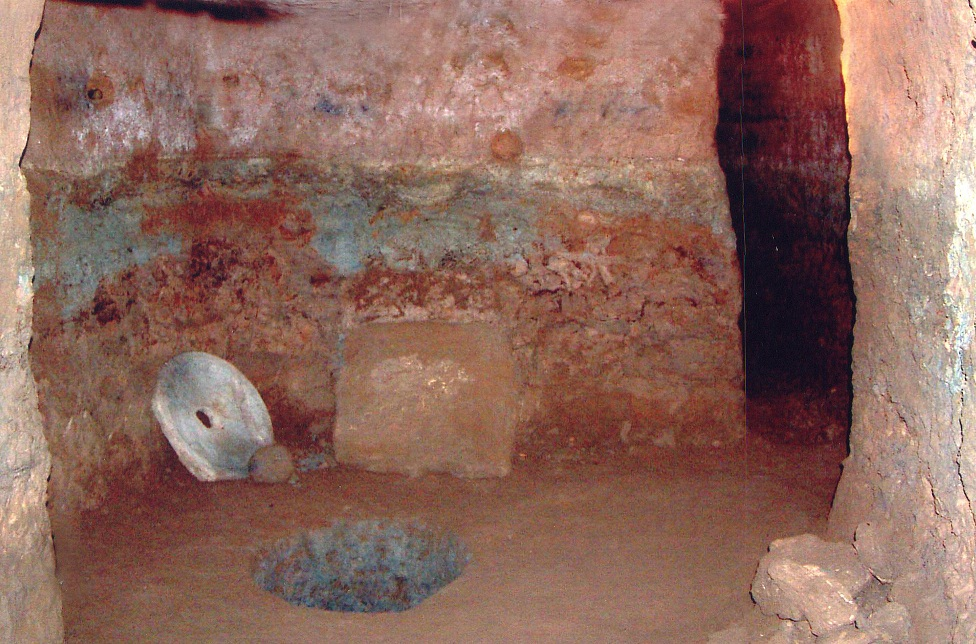
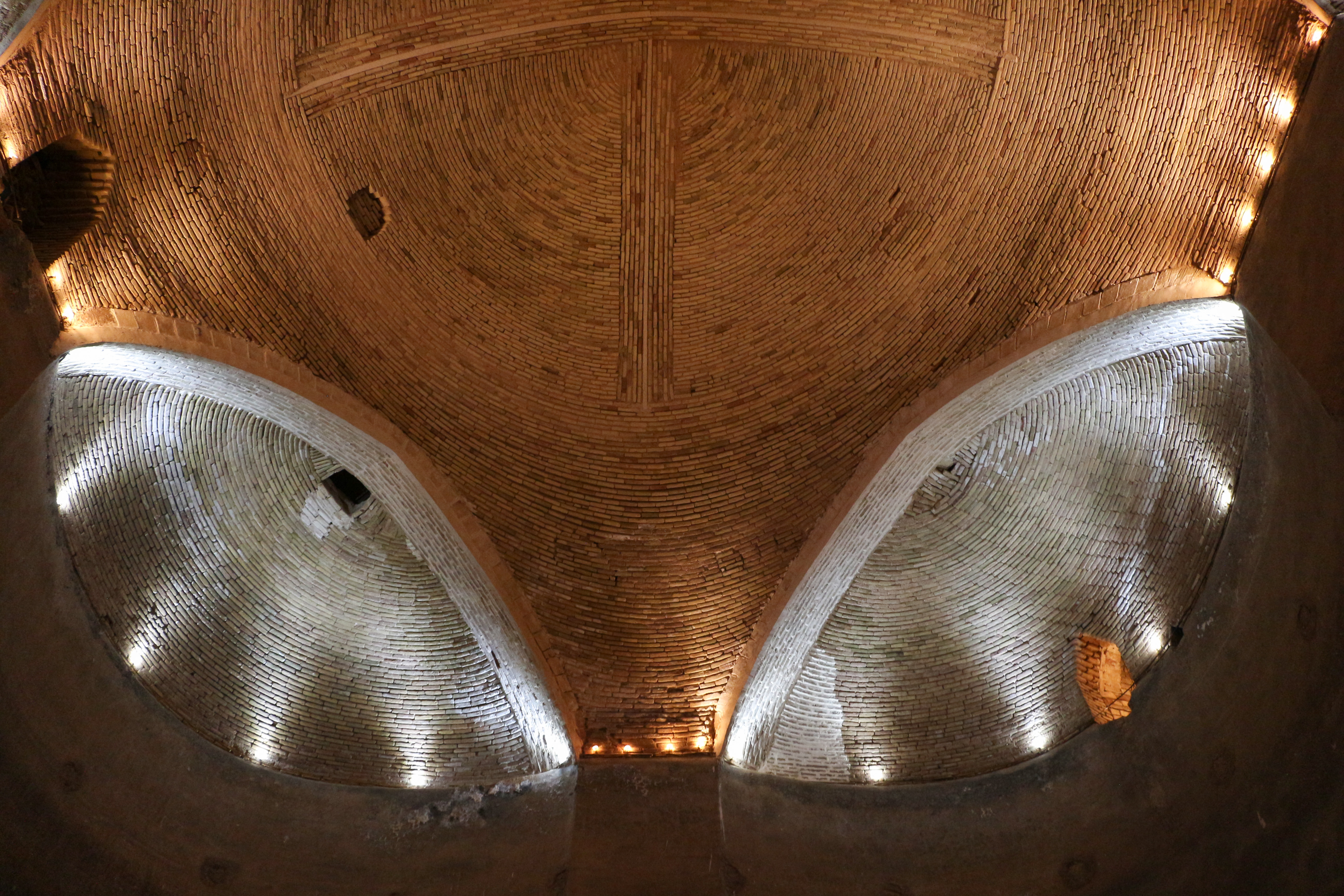
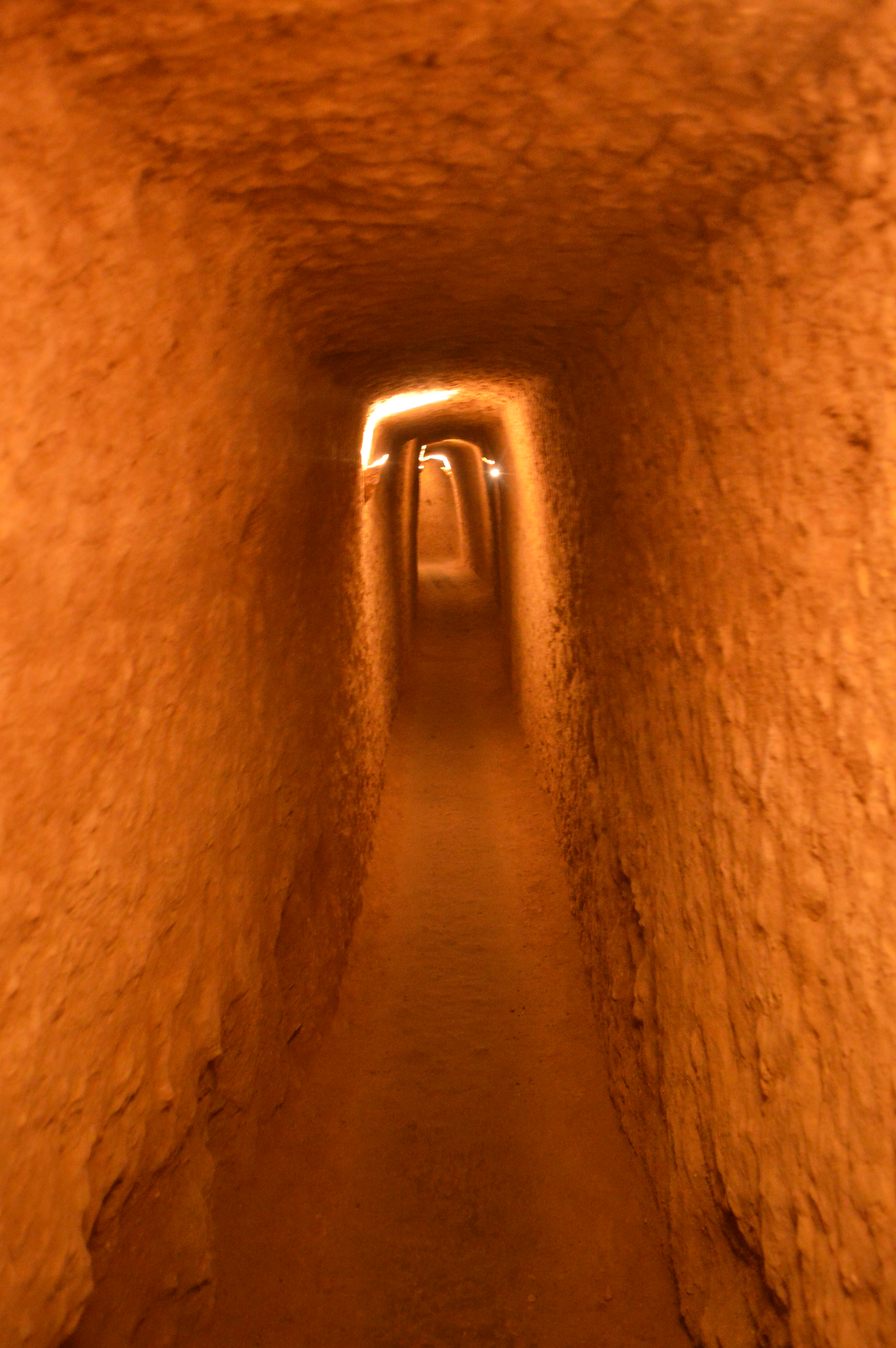
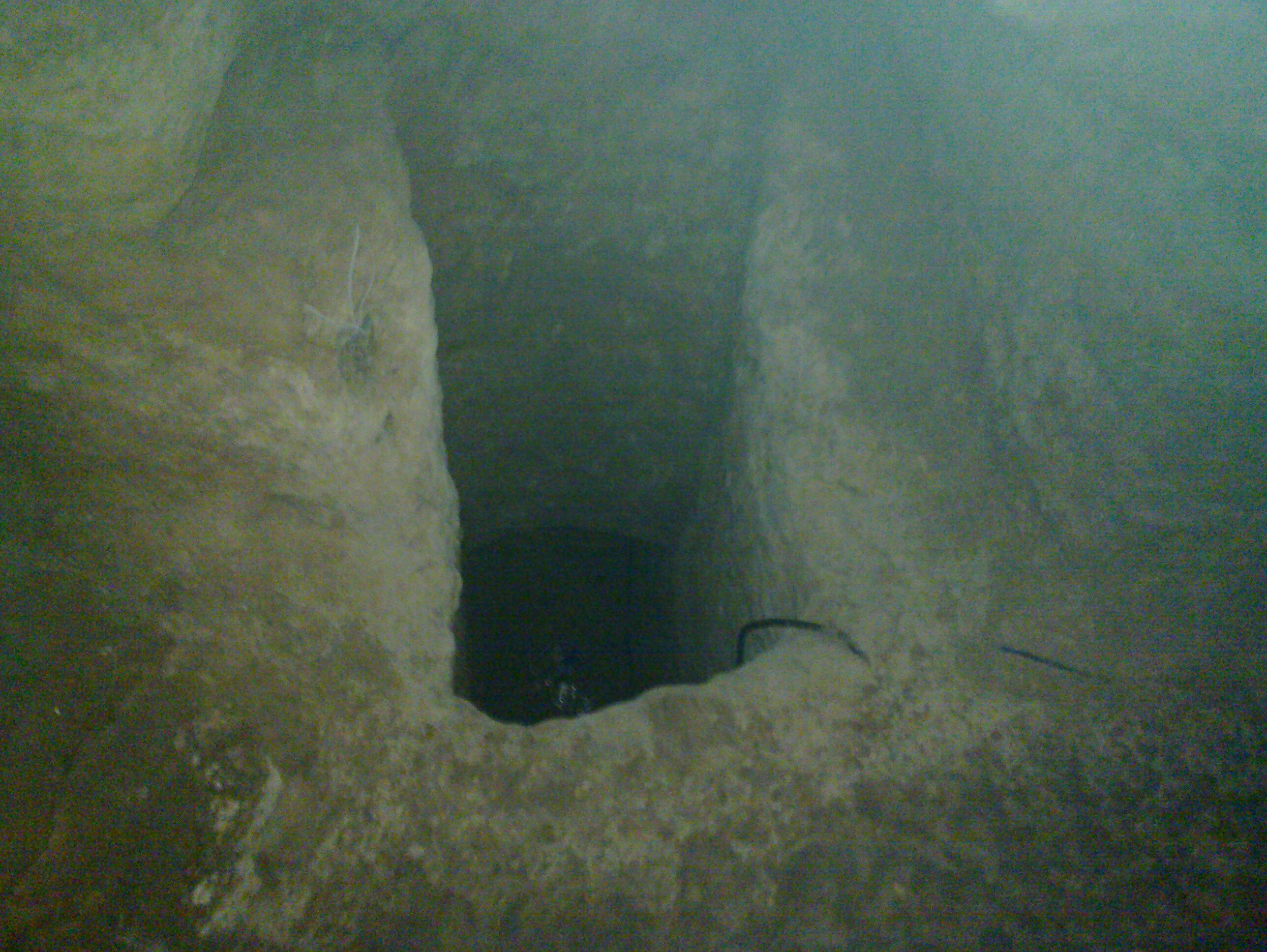
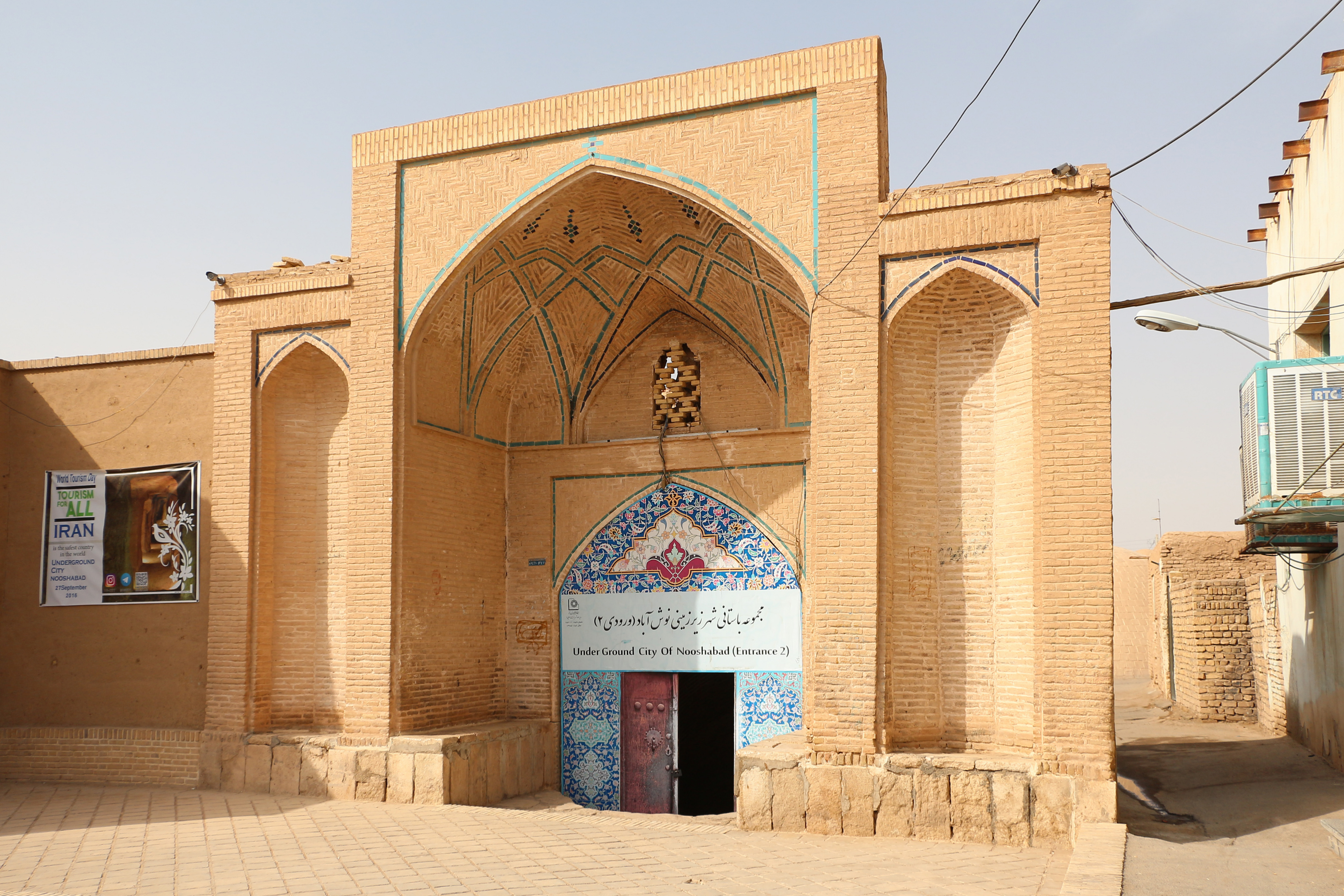
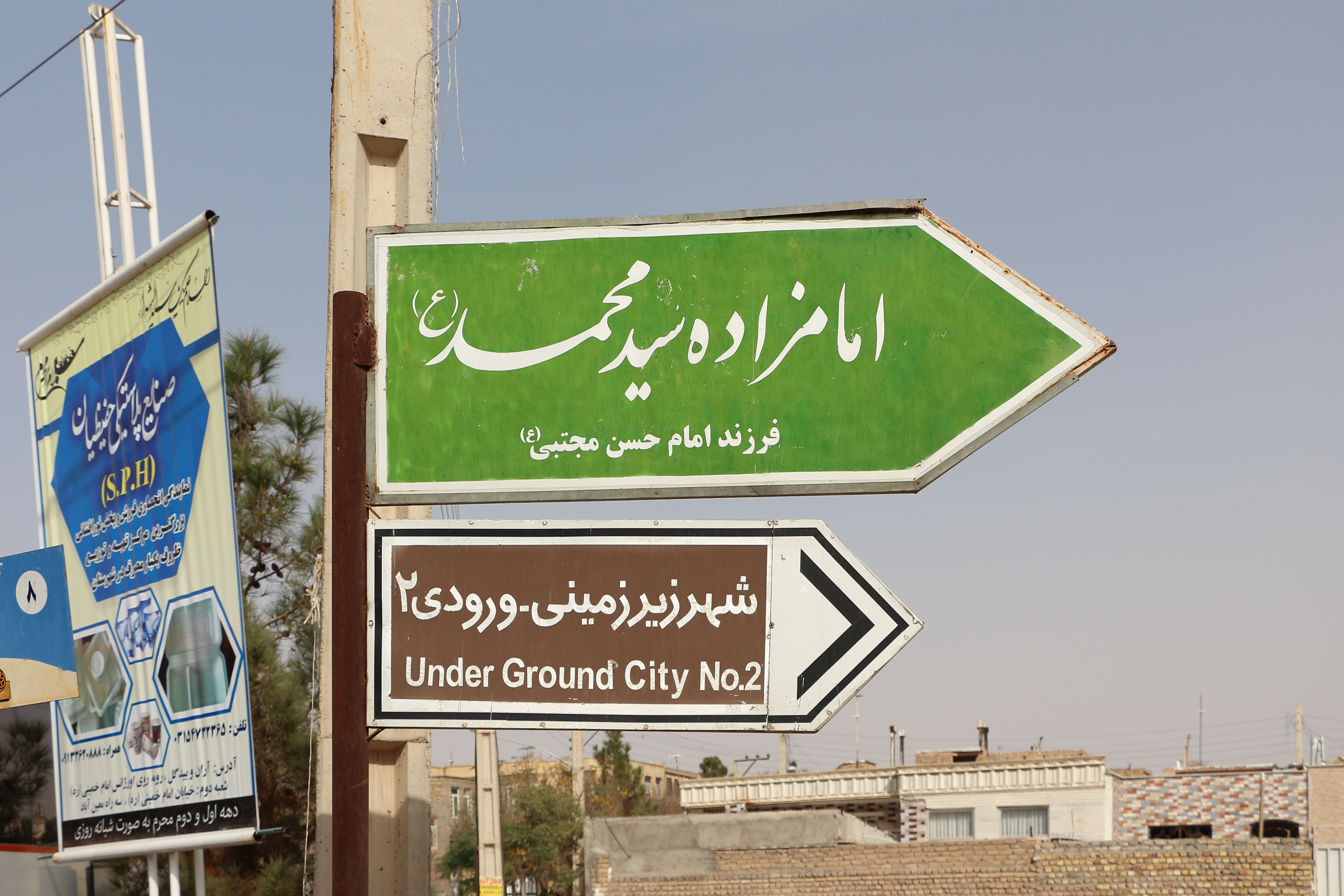

## کتاب
کتاب «شهر زیرزمینی نوش‌آباد؛ میراث جان‌اندیشی ایرانی» نوشته سید محمد علوی نوش‌آبادی حاصل پنج سال تلاش تحقیقاتی است که در تاریخ ۲۵ اسفند ۱۴۰۳ به چاپ رسید.
این اثر با نگاهی عمیق به پیشینه باستانی نوش‌آباد، فرهنگ، اسطوره‌ها، جشن‌ها و اقلیم شادمانه‌اش، دریچه‌ای نو به سوی جانِ ایرانی می‌گشاید.
کتابی که آیینه‌دار تاریخ است و مفهوم «جان‌اندیشی» را در گستره ملی بازتاب می‌دهد؛ تلاشی برای شناساندن هویت و فرهنگ و یادآوری ارزش زندگی و قداست جان انسان.

اثر حاضر در ۱۳ فصل و ۲۱۰ صفحه تدوین شده است.